# Taraxacum rhamphodes
Taraxacum rhamphodes — вид квіткових рослин з родини айстрових (Asteraceae). Вид зростає в Європі: Чехія, Данія, Німеччина, Велика Британія, Польща, Швеція; це багаторічна рослина помірних біомів.

## Опис
T. rhamphodes має крилаті черешки, зовнішні білі, а внутрішні рожеві. Частки листя часто округлі, проксимальні спрямовані вперед, а дистальні злегка загнуті назад. Кінцеві частки листя мають характерні заокруглені бічні частки. Зовнішні приквітки дуже бліді, сині, облямовані та зігнуті.